# Michael Ontkean
Michael Leonard Ontkean (Kanada, Vancouver, 1946. január 24. –) kanadai színész.

## Fiatalkora
Ontkean 1946-ban, Vancouver-ben látta meg a napvilágot, Muriel (lánykori nevén: Cooper) színésznő, valamint Leonard Ontkean színész és ökölvívó gyermekeként. 
Ontkean a New Hampshire-i Egyetemre járt, ahol jégkorongozott. Olyan jól játszott, hogy ösztöndíjat is nyert. ECAC Hockey csapatában 85 meccsén 63 gólt és 111 pontot szerzett. 

## Filmes pályafutása
Számos filmben és tv-sorozatban szerepelt, egyik legismertebb alakítása David Lynch kultikus sorozatában, a Twin Peaks-ben megformált Truman Sheriff volt. Utolsó szerepében Alexander Payne Utódok című filmjében láthattuk 2011-ben, azóta visszavonult a filmezéstől. Még Lynch kérésére sem játszotta el újra Truman Sheriff szerepét a Twin Peaks 2017-es folytatásában.

## Magánélete
1987–2019 között Jamie Smith Jackson házastársa volt, két lányuk született.

## Fontosabb filmjei
- Folio (TV-sorozat) (1955)
- Hawkeye and the Last of the Mohicans (TV-sorozat) - Cochea Brent (1957)
- Necromancy - Frank Brandon (1972)
- The Rookies (TV-sorozat, 47 részben) - Willie Gillis (1972-1974)
- Jégtörők - Ned Braden (1977)
- Hangok - Drew Rothman (1979)
- Meghökkentő mesék (TV-sorozat) - Tommy (1979)
- Making Love - Zach (1982)
- Vagyok, aki vagyok - Peter Nichols (1984)
- A gyerekek hallgatnak (TV-film) - John Ryan (1985)
- Jog az élethez (TV-film) - Christopher Wells (1986)
- Pasik, csajok, fiesta - Mickey (1987)
- Clara szíve - Bill Hart (1988)
- Búcsúblues - Teddy Cooper (1989)
- Képeslapok a szakadékból - Robert Munch (1990)
- Twin Peaks (TV-sorozat, 30 részben) - Harry S. Truman Sheriff (1990-1991)
- Egy gyermek ára (TV-sorozat) - Kenneth Taylor (1991)
- Twin Peaks – Tűz, jöjj velem! - Harry S. Truman Sheriff (jeleneteit kivágták) (1992)
- Gyilkos bűvölet (TV-film) - Jeff Lisker (1993)
- Mégis kinek a gyermeke? (TV-film) - Jan DeBoer (1993)
- Családi album (TV-sorozat) - Ward Thayer (1994)
- Bűnös múlt (TV-film) - Eli Cooley (1996)
- Nem fog fájni, ez csak szex! - Jeff (1998)
- Fehér karácsony (TV-film) - Matthew 'Matt' Parker (1998)
- Y-akták (TV-sorozat) - John Doe / Wesley Addison (1999)
- Végtelen határok (TV-sorozat, 2 részben) - Dr. Field / Dr. Charles McCamber (1997-2000)
- Édes kis mackóm 2: Az új kaland - Greg Bradley (2000)
- A tenger angyala (TV-film) - John Scott (2000)
- Joanne Kilbourn rejtélyei: Halálos tavasz (TV-film) - Tom Keaton (2002)
- A macska szelleme (TV-film) - Wes Merritt (2004)
- Tiszta Hawaii (TV-sorozat) - Gordon (Gordy) Matthews (2004-2005)
- Sophie (TV-sorozat) - Victor Hearst (2008)
- Utódok - Milo kuzin (2011)
- Twin Peaks: The Missing Pieces - Harry S. Truman Sheriff (archív felvételen) (2014)

## Fordítás
- Ez a szócikk részben vagy egészben  a   Michael Ontkean című angol Wikipédia-szócikk fordításán alapul.  Az eredeti cikk szerkesztőit annak laptörténete sorolja fel. Ez a jelzés csupán a megfogalmazás eredetét és a szerzői jogokat jelzi, nem szolgál a cikkben szereplő információk forrásmegjelöléseként.